# シュタイヤーM1917
シュタイヤーM1917 (Steyr M1917) は、オーストリア・ハンガリー帝国で開発された拳銃である。弾丸はチャージャー（挿弾子）を使い機関部上部から装填する。
M1911のアップグレード版で、口径を45口径から9mmへ変更、重量の軽減などがなされており、第二次世界大戦の終わりまでオーストリア軍とハンガリー軍で運用されていた。